# Шавловська Леся Іванівна
Ле́ся Іва́нівна Шавло́вська (* 21 вересня 1961, Кам'янець-Подільський) — українська хорова диригентка. Диригентка Академічного хору імені Платона Майбороди Національної радіокомпанії України.

## Біографічні відомості
Дошлюбне прізвище Тимковська. 1975 року закінчила Кам'янець-Подільську міську дитячу музичну школу (клас фортепіано та клас композиції). Навчалася в Київській середній спеціалізованій музичній школі імені Миколи Лисенка (клас хорового диригування).
У 1980—1985 роках навчалася в Київській консерваторії (клас хорового диригування Віталія Лисенка). Після закінчення консерваторії працює в хорі Національної радіокомпанії України диригенткою.
Під керівництвом Шавловської жіночий склад хору підготував програму й успішно виступив у гастрольній поїздці в Італії (2000 рік). Вона також брала активну участь і підготовці та проведенні гастролей колективу в Голландії та Німеччині, де виконувалася VIII симфонія Густава Малера (2002 рік).
Під орудою Шавловської здійснено записи значної кількості хорових творів до фонду Національної радіокомпанії України.
Постійно бере участь у радіопередачах прямого ефіру, присвячених творчості вітчизняних композиторів Кирила Стеценка, Михайла Вериківського, Дениса Січинського, Василя Верховинця та інших.